# Edwin Lankester

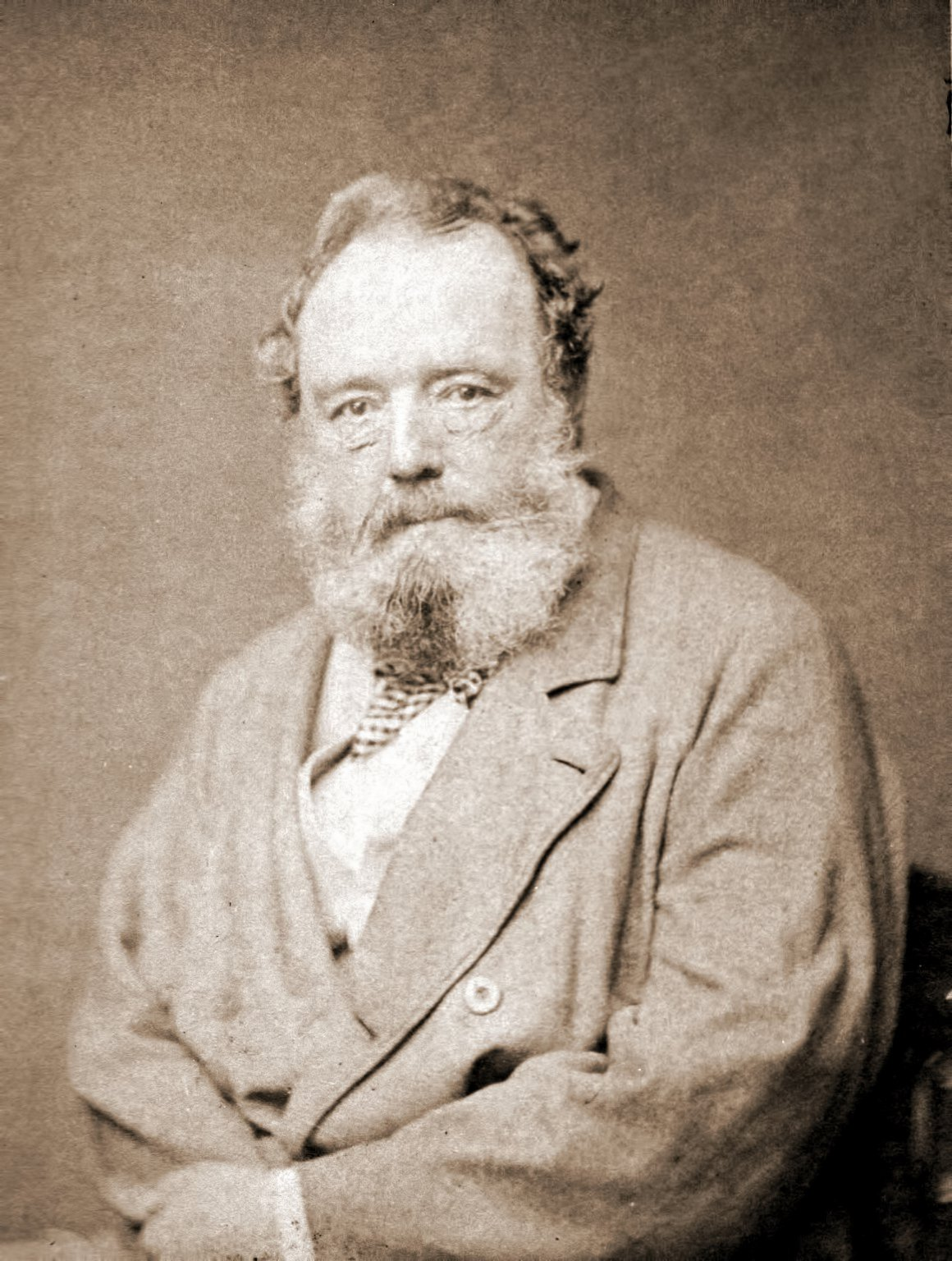
Edwin Lankester

Edwin Lankester (* 23. April 1814 in Melton, Suffolk; † 30. Oktober 1874 in Margate) war ein britischer Arzt, Naturforscher und Reformer des Gesundheitswesens. Sein Sohn ist der Zoologe Ray Lankester.

## Leben und Wirken
Lankester war ein Sohn des Baumeisters William Lankester (1791–1818) und dessen Frau Susan, geborene Taylor. Als Lankester vier Jahre alt war, starb sein Vater. Bis zu seinem zwölften Lebensjahr erhielt er eine rudimentäre Schulausbildung. 1826 wurde seine Mutter Wirtin der Royal Oak Inn in Woodbridge. Dort begann Lankester eine Lehrausbildung beim Arzt Samuel Gissing, die bis 1832 dauerte. 1833 wurde er Assistent von Thomas Spurgeon in Saffron Walden, der sich sehr um die Ausbildung von Lankester kümmerte. Mit der finanziellen Unterstützung einiger Freunde studierte er von 1834 am University College London Medizin. Dort hörte er unter anderem Botanik bei John Lindley und Vergleichende Anatomie bei Robert Edmond Grant. 1837 bestand er die Prüfungen am Royal College of Surgeons und erhielt eine Lizenz der Worshipful Society of Apothecaries. Durch Lindleys Vermittlung erhielt Lankester eine Stelle als Leibarzt und Lehrer bei der Familie von Charles Wood aus Campsall Hall, bei Doncaster. Dort verfasste er sein 1842 veröffentlichtes Buch über die Mineralquellen von Askern. 1839 hielt sich Lankester für sechs Monate in Heidelberg auf. Dort lernte er die deutsche Sprache und legte seinen Abschluss als Medicinae Baccalaureus ab. Nach seiner Rückkehr ließ er sich in London nieder, hielt Vorträge und schrieb für die Daily News, hier hauptsächlich Artikel um die medizinischen Reformen von Thomas Wakley zu unterstützen, und das Athenaeum. Er lernte Charles Dickens, Douglas William Jerrold und den Botaniker Arthur Henfrey (1820–1859) kennen und gehörte zu den Gründungsmitgliedern des von Edward Forbes 1839 gegründeten Red Lion Club. Von 1839 bis 1864 war Lankester Sekretär der für Botanik und Zoologie zuständigen Sektion D der British Association for the Advancement of Science. 1840 wurde er Mitglied der Linnean Society of London. Von 1842 bis mindestens 1856 war Lankester Dozent an der Medizinischen Fakultät St George’s. 1844 wurde er Sekretär der neu gegründeten Ray Society. Für diese gab er The Memorials of John Ray (1845) heraus.
Am 3. Juli 1845 heiratete er Phebe Pope (1825–1900), die älteste Tochter von Samuel Pope aus Highbury. Mit ihr hatte Lankester elf Kinder. Ihr ältester Sohn ist der Zoologe Ray Lankester.
1850 wurde Lankester zum Professor für Naturwissenschaften an das neu gegründete New College London berufen. Diese Position hatte er bis 1872 inne.
Lankester schrieb Beiträge für zahlreiche Enzyklopädien, darunter die Penny Cyclopaedia und die English Cyclopaedia und verfasste populärwissenschaftliche Abhandlungen, wie die 1845 veröffentlichte The Natural History of Plants Yielding Food. Lankester übersetzte Matthias Jacob Schleidens Grundzüge der Wissenschaftlichen Botanik (1849) und Friedrich Küchenmeisters Die in und an dem Körper des lebenden Menschen vorkommenden Parasiten (1855) ins Englische. Von 1852 bis 1871 war er Mitherausgeber des Quarterly Journal of Microscopical Science. 1859 und 1860 fungierte er als Präsident der Microscopical Society of London sowie 1865 als Präsident des Quekett Microscopical Club. 1859 veröffentlichte Lankester die erste Auflage seines Buches Half Hours with the Microscope, das schnell beliebt wurde. Im gleichen Jahr wurde er zum Prüfer für Botanik für durch das Science and Art Department der britischen Regierung neu ins Leben gerufenen Lehrerausbildung ernannt. Im Jahr zuvor wurde Lankester als Nachfolger von Lyon Playfair Superintendent der Nahrungsmittelsammlung am South Kensington Museum. Diese Funktion übte er bis 1862 aus. Er war Juror der Weltausstellungen von 1851 und 1862.
Während des Londoner Cholera-Ausbruchs von 1854 ermöglichte Lankester es dem Arzt John Snow, eine epidemiologische Studie durchzuführen. Außerdem untersuchte er selbst mit dem Mikroskop Wasserproben. Ab 1856 war er Medical Officer of Health von St James’s. Als Mitglied der Provincial Medical and Surgical Association spielte er eine bedeutende Rolle bei deren Umwandlung in die British Medical Association sowie bei der Vorbereitung des Medical Acts von 1858. Am 9. Juli 1862 wurde Lankester zum Coroner für Zentral-Middlesex ernannt. Seine Jahresberichte veröffentlichte er in dem von ihm 1865 gegründeten und bis zu seinem Tod herausgegebenen Journal of Social Science.
Lankester starb an Diabetes und wurde in Hampstead bestattet.

## Ehrungen
Am 18. Dezember 1845 wurde Lankester als Mitglied in die Royal Society aufgenommen.
John Lindley benannte ihm zu Ehren 1845 die Pflanzengattung Lankesteria aus der Familie der Akanthusgewächse.

## Schriften (Auswahl)
Bücher
- An account of Askern and its mineral springs; together with a sketch of the natural history, and a brief topography, of the immediate neighbourhood. J. Churchill, London 1842 (online)
- The Natural History of Plants Yielding Food. 1845
- The aquavivarium, fresh and marine; being an account of the principles and objects involved in the domestic culture of water plants and animals. Robert Hardwicke, London 1856 (online).
- A guide to the food collection in the South Kensington Museum. 1. Auflage, [George E. Eyre and William Spottiswoode], London 1859.
- Half-hours with the microscope; being a popular guide to the use of the microscope as a means of amusement and instruction. 1. Auflage, Robert Hardwicke, London [1859] (online).
- The uses of animals in relation to the industry of man. Being a course of lectures delivered at the South Kensington museum. R. Hardwicke, London [1862].
- Cholera: what is it? and how to prevent it. G. Routledge & Sons, 1866 (online).
- Good food. What it is, and how to get it. G. Routledge, London/New York 1867.
- A school manual of health. Being an introduction to the elementary principles of physiology. Groombridge & Sons, London 1868.
- Vegetable physiology. In a series of easy lessons. Cassell, Petter, & Galpin, London [1868].
- On food. Being lectures delivered at the South Kensington museum. R. Hardwicke, London 1873 (online).

Als Herausgeber
- Memorials of John Ray, consisting of his life. Ray Society, London 1846 (online).
- The correspondence of John Ray, consisting of selections from the philosophical letters published by Dr. Derham and original letters of John Ray in the collection of the British Museum. Ray Society, London 1848 (online).
- William McGillivray: The Natural History of Dee Side and Braemar. London 1855 (online).
- Haydn’s dictionary of popular medicine and hygiene; comprising all possible self-aids in accidents and disease: being a companion for the traveller, emigrant, and clergyman, as well as for the heads of all families and institutions. 1. Auflage, Moxon, London 1874.

Als Übersetzer
- Matthias Jacob Schleiden: Principles of scientific botany, or, Botany as an inductive science. Longman, Brown, Green, & Longmans, London 1849 (online).
- Friedrich Küchenmeister: On animal and vegetable parasites of the human body, a manual of their natural history, diagnosis, and treatment. Sydenham Society, London 1857 (online).

## Nachweise